# كارين بول
كارين بول (بالإنجليزية: Karen Poole)‏ هي موسيقية ومغنية وكاتبة غنائية بريطانية، ولدت في 8 يناير 1971 في Chadwell Heath ‏ في المملكة المتحدة.

## وصلات خارجية
- كارين بول على موقع IMDb (الإنجليزية)
- كارين بول على موقع ميوزك برينز (الإنجليزية)
- كارين بول على موقع أول ميوزيك (الإنجليزية)
- كارين بول على موقع ديسكوغز (الإنجليزية)